# Пиан Камуно
Пиа̀н Каму̀но (на италиански: Pian Camuno, на източноломбардски: Plà, Пла) е малко градче и община в Северна Италия, провинция Бреша, регион Ломбардия. Разположено е на 244 m надморска височина. Населението на общината е 4487 души (към 2013 г.).